# Ministère de l’Industrie et du Commerce (Bénin)
Le Ministère de l’Industrie et du Commerce est le département ministériel du gouvernement béninois chargé de la mise en œuvre, le suivi et l'évolution de la politique générale de l'État en matière de promotion de l'industrie, du commerce intérieur et  commerce extérieur, conformément aux lois et règlements en vigueur en République du Bénin.
Dirigé par un ministre, membre du gouvernement Béninois, son siège est situé au quartier Haie Vive, sur la route de l'aéroport dans le 12e arrondissement de Cotonou, dans le même bâtiment que le Ministère de la Culture.

## Cabinet du ministre
Le ministre est assisté, dans les différentes missions qui lui incombent, de conseillers techniques dont il fixe les attributions.

## Entités rattachées au ministre
Plusieurs structures sont également directement rattachées au ministre.
- La Secrétaire particulière du ministre
- Le chef de la cellule de contrôle des marchés publics
- Le responsable des marchés publics
- L'inspecteur général du ministère
- L'assistant du ministre

## Directions techniques et départementales
Le ministère de l’Industrie et du Commerce a autorité sur les directions techniques suivantes.
- La direction du Développement industriel[2]
- La direction du Commerce Intérieur
- La direction de la Concurrence
- La direction du Commerce Extérieur

## La direction du Développement industriel
Présidé par Elie Santos, elle a pour but, d'élaborer et de veiller à la mise en œuvre de la politique nationale en matière de promotion, d'autorisation, de règlementation et du contrôle des activités industrielles mises en œuvre sur le territoire national.
A ce titre, il est responsable de :
- Suggérer les orientations industrielles et les plans de croissance visant à promouvoir l'intégration, la consolidation et la valorisation des filières clés.
- Surveiller l'évolution du paysage industriel national afin de promouvoir l'utilisation des matières premières locales et de favoriser le développement intégré des filières agro-industrielles, en collaboration avec le ministère de l'Agriculture.
- Établir et maintenir quotidiennement une base de données des entreprises industrielles et la connecter à la plateforme d'interopérabilité, en collaboration avec le ministère du Numérique.
- Examiner les demandes d'autorisation d'implantation d'entreprises industrielles en collaboration avec les ministères concernés.
- Veiller à l'amélioration constante du cadre institutionnel et réglementaire des entreprises industrielles.
- Contribuer à l'élaboration et à la mise en œuvre de textes régionaux ou internationaux liés à l'industrie.
- Effectuer une surveillance stratégique et réaliser des études sectorielles sur les grappes industrielles.
- Développer une stratégie pour la création et la gestion de zones économiques opérationnelles, efficaces et attractives, en collaboration avec l'Agence de Promotion des Investissements et des Exportations.
- Favoriser toutes les activités industrielles privées, semi-publiques ou publiques en utilisant les outils appropriés.
- Participer à la supervision des activités industrielles et des investissements, en coordination avec d'autres entités compétentes.
- Améliorer les entreprises en termes d'assurance, de contrôle de la qualité et d'hygiène.

Contribuer aux initiatives régionales d'intégration en participant à diverses initiatives.
- Superviser le processus d'approbation des entreprises industrielles et de leurs produits conformément au Schéma de Libération des Échanges de la Communauté économique des États de l'Afrique de l'Ouest et à la Taxe Préférentielle Communautaire de l'Union économique et monétaire de l'Afrique de l'Ouest, et délivrer des certificats d'origine pour les produits agréés.

## La direction du Commerce intérieur
Présidé par Marius Konssago Yargo, la direction du Commerce intérieur,  a pour attributions de proposer et de veiller à la mise en œuvre de la politique nationale en matière de promotion du commerce intérieur.
A cet effet il  est chargé de:
- veiller à l'amélioration et au respect du cadre juridique lié aux activités du commerce intérieur ;
- assurer une veille stratégique dans le secteur du commerce intérieur ;
- mettre en place et actualiser quotidiennement la base de données des commerçants et l'interconnecter avec la plateforme d'interopérabilité, en collaboration avec le ministère chargé du numérique ;
- délivrer les autorisations et titres commerciaux relatifs aux activités règlementées et résoudre les problèmes y relatifs ;
- suivre les problèmes de fiscalité ou de parafiscalité appliqués aux entreprises commerciales et faire des propositions, notamment dans le cadre de la préparation du budget de l'Etat ;
- veiller à l'organisation et au suivi des circuits de distribution des produits de première nécessité ou stratégiques ainsi qu'au contrôle de la constitution optimales des stocks ;
- mettre en œuvre des politiques commerciales pour le développement des entreprises locales ;
- promouvoir la consommation des produits locaux ;
- élaborer et rendre disponibles la stratégie et les outils de gestion des infrastructures marchandes.

## La direction de la Concurrence
Présidé par Mme Denise Degbedji Odoumbourou, elle a pour attributions de proposer et de veiller à la mise en œuvre de la politique nationale en matière de lutte contre la fraude commerciale, la concurrence déloyale et les pratiques anticoncurrentielles.
Dans ce rôle, sa responsabilité consiste à :
- Assurer le respect des lois et des règlements concernant la concurrence, la consommation et la prévention de la fraude, ainsi que les dispositions régissant le système commercial international et promouvant l'intégration régionale ;
- Surveiller le marché afin d'identifier les problèmes liés aux pratiques anticoncurrentielles ;
- Évaluer le niveau de concurrence sur le marché national pour détecter et éliminer les contraintes d'ordre administratif, technique et logistique, et concevoir des mécanismes de protection contre les distorsions du marché ;
- Apporter un soutien technique aux associations de consommateurs dans leur mission de défendre les intérêts des consommateurs ;
- Établir un cadre de coopération public-privé comprenant des accords et des plans visant à garantir la libre concurrence et à suivre les évolutions du marché intérieur ;
- Encourager l'accès à l'information et aux textes réglementaires régissant le commerce, afin d'améliorer la capacité des acteurs économiques à faire face aux exigences de la concurrence libre.

## La direction du Commerce Extérieur
Présidé par Mr Zéphiryn Pognon la direction du Commerce Extérieur, a pour attributions d'élaborer et de veiller à la mise en œuvre politique nationale en matière de commerce extérieur.
A ce titre, il est chargé de :
Effectuer une surveillance stratégique de l'évolution des échanges commerciaux, y compris les cours et les flux, ainsi que des acteurs émergents, afin de s'adapter aux programmes de promotion des exportations établis ;
Prendre part aux négociations bilatérales, régionales et multilatérales concernant les accords commerciaux, suivre leur mise en œuvre et garantir le suivi des relations de coopération ;
Émettre les documents nécessaires à l'importation et à l'exportation pour les opérateurs économiques ;
Évaluer la chaîne de valeur de l'exportation et les filières prioritaires définies par le gouvernement afin d'identifier les intervenants, les marchés, les produits, les consommateurs, les modalités de financement et les normes existantes et potentielles, en vue de déterminer les contraintes et les opportunités existantes ;
Contribuer à la conception d'un cadre de dialogue et de partenariat avec le secteur privé et les institutions partenaires ;
Assister les entreprises dans l'identification des cadres d'échanges commerciaux, communautaires et internationaux, et les soutenir dans les négociations visant à obtenir un financement ou une expertise technique ;
Élaborer un système intégré de collecte, de traitement et de diffusion d'informations économiques et commerciales au bénéfice des opérateurs économiques nationaux et étrangers ;
Examiner et résoudre toutes les questions relatives à la délivrance de documents d'importation et d'exportation aux opérateurs économiques ;
Participer aux travaux du Guichet unique des Opérations du Commerce extérieur

## Attributions
```
est chargé de
[
7
]
:
```

Le Ministère de l’Industrie et du Commerce, dans son rôle, sa responsabilité consiste à formuler et à recommander les orientations industrielles et commerciales du Bénin en collaboration avec les ministères compétents. Il contribue également à l'élaboration et à la mise en œuvre d'une politique nationale visant à promouvoir l'intégration régionale, en mettant l'accent sur les secteurs de l'industrie et du commerce. Son objectif est d'améliorer en permanence le cadre réglementaire, institutionnel et économique des entreprises et des investissements. Il propose une stratégie intégrée pour la transformation industrielle et la commercialisation des produits, en prenant en compte des mesures incitatives telles que la protection sociale, l'accès au crédit et la réduction des charges fiscales, en étroite collaboration avec les structures et ministères pertinents. De plus, il élabore une stratégie pour identifier divers investisseurs, pays prospectifs et marchés prometteurs pour les produits locaux. Il participe également à l'identification de cadres d'échanges commerciaux, communautaires et internationaux exploitables, en soutenant les entreprises dans leurs efforts de financement et de négociation de partenariats équitables. Il contribue à l'élaboration de programmes de promotion des exportations, en veillant à inclure les petits producteurs et à cibler des filières et des régions spécifiques. Il est chargé de définir et de garantir le bon fonctionnement de mécanismes de concertation efficaces, équitables et durables entre le secteur privé, les services publics et la société civile. Il travaille également à la mise en place et au respect des normes de qualité, sanitaires et environnementales régissant le commerce international. Il recueille, analyse et diffuse des informations économiques et commerciales ainsi que des pratiques internationales pertinentes. Son rôle englobe la promotion des produits béninois tant sur le plan national qu'international, ainsi que la représentation et la défense des intérêts de la République du Bénin au sein d'organismes internationaux engagés dans le développement des activités industrielles et commerciales.

## Organismes sous tutelles
Les organismes sous tutelle du ministère de l’Industrie et du Commerce sont:
- la Structure National de Liaison de l'Organisation Africaine de la Propriété Intellectuelle (SNL/OAPI)
- L'Agence Nationale de Normalisation, de Métrologie et du Contrôle Qualité (ANM)
- La Chambre de commerce et d'industrie du Bénin
- Le Secrétariat National du Cadre Intégré Renforcé (SN/CIR)

## Liste des ministres
- 10 mars 2016 - 7 avril 2016 : Frédéric Dohou
- 7 avril 2016 - 27 octobre 2017 : Lazare Sehoueto
- 27 octobre 2017 - 6 septembre 2019 : Serge Ahissou
- depuis le 6 septembre 2019 : Shadiya Alimatou Assouman

## Galeries

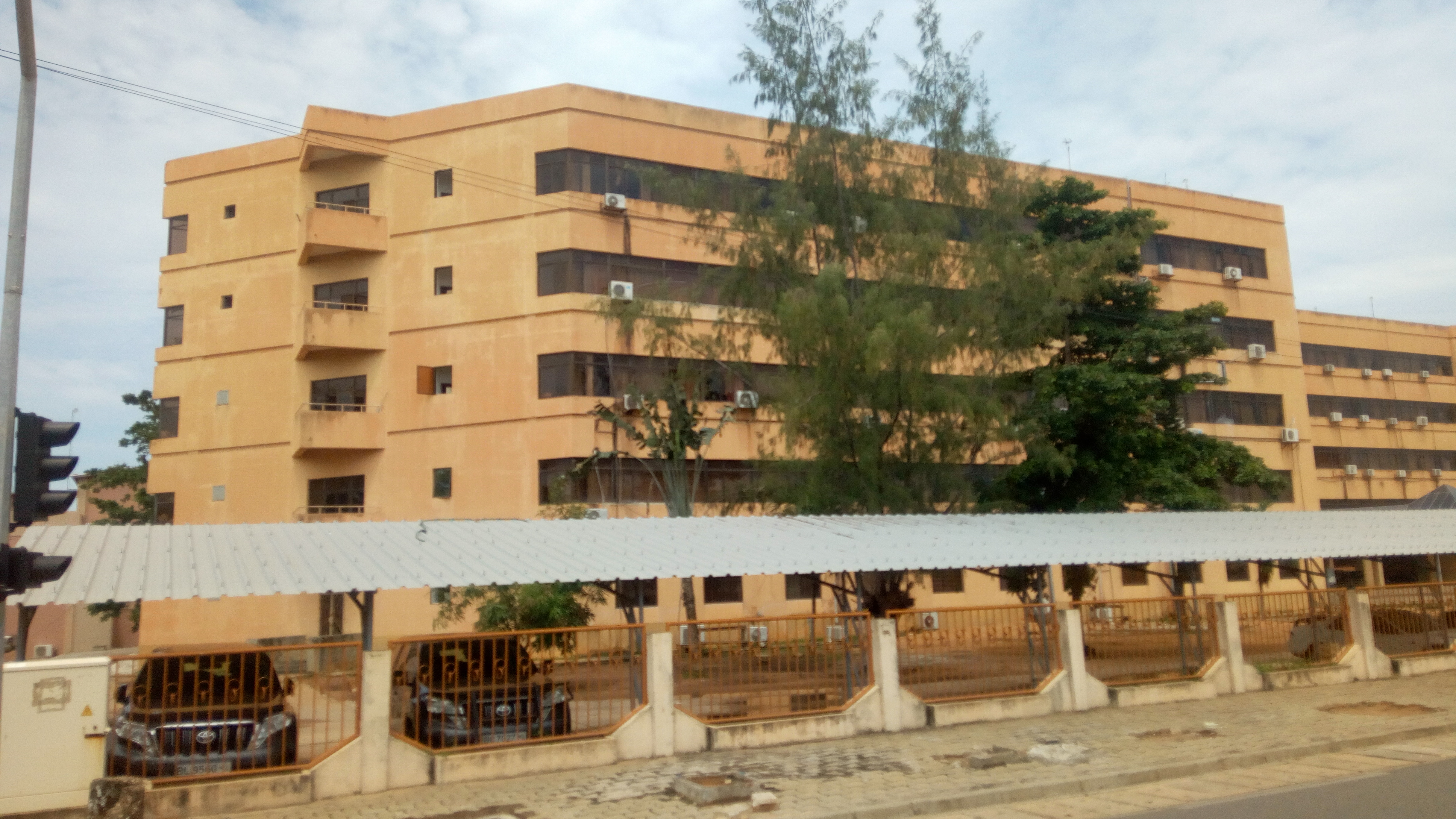
Arrière du bâtiment du ministère.
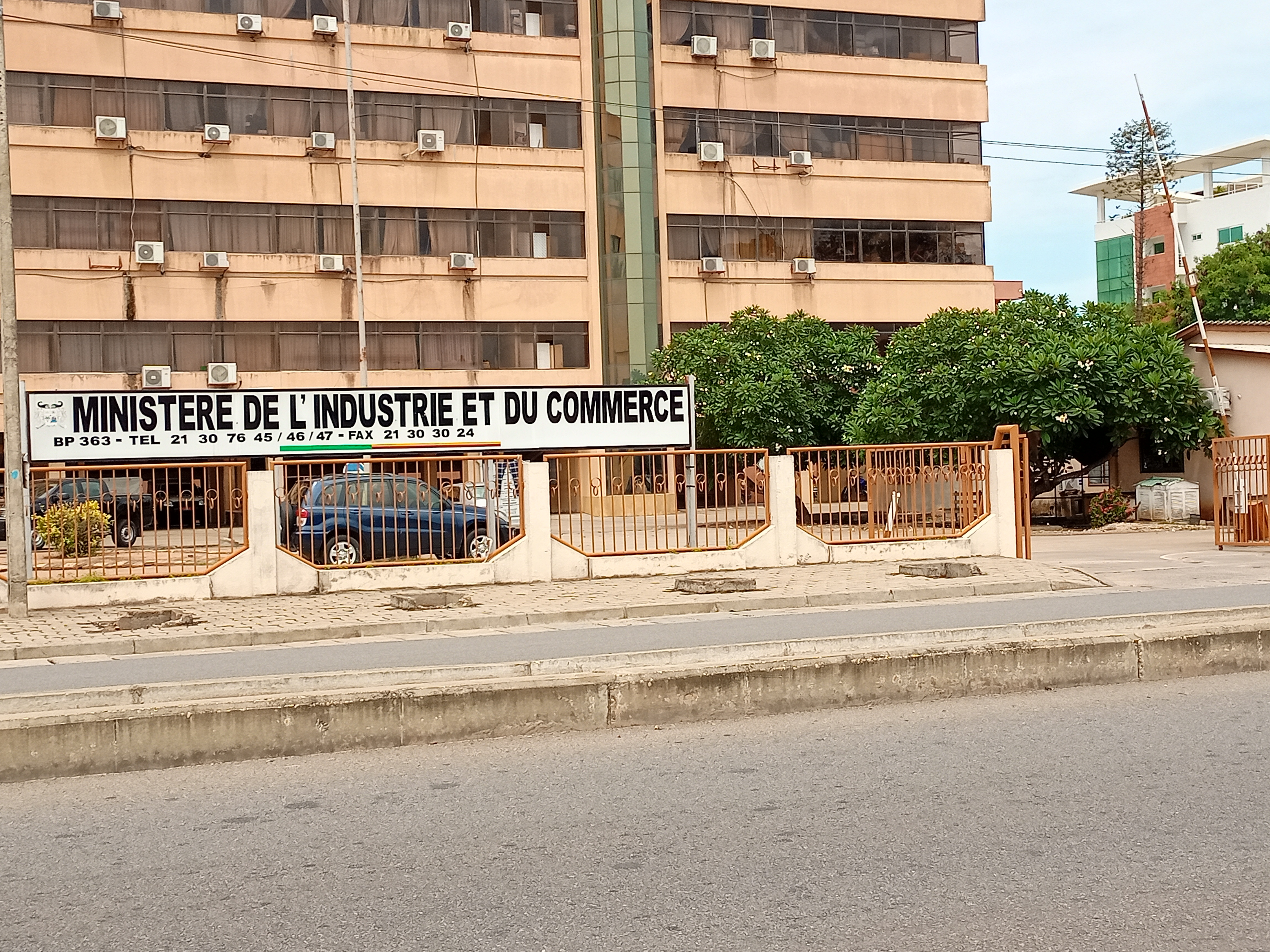
Ministère de l’Industrie et du Commerce
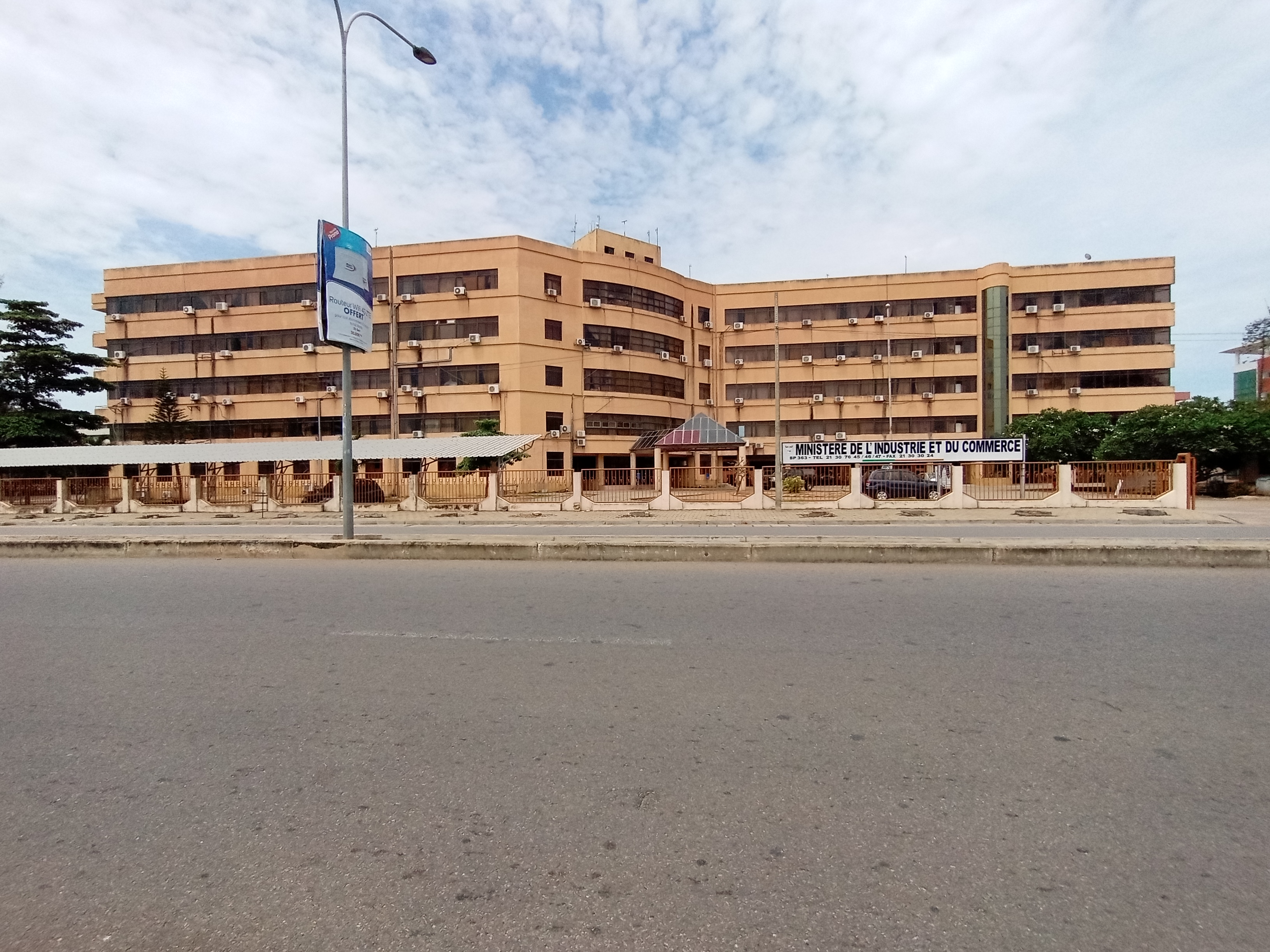
Bâtiment du Ministère de l’Industrie et du Commerce vue de loin